# Musée maritime, fluvial et portuaire de Rouen
Das musée maritime, fluvial et portuaire de Rouen schildert die Geschichte des Hafens von Rouen, eines der größten Häfen Frankreichs. Es öffnete im Jahre 1999 während der Armada Rouen.

## Themen und Exponate
Die Hauptthemen des Museums sind:
- die Geschichte des Hafens mit vielen Fotografien, und ein Raum über die Zerstörungen des Zweiten Weltkriegs
- die Anlage des Hafens und die Werke auf der Seine im 19. Jahrhundert
- die großen Segelschiffe von Rouen, mit einem Raum über die Nickelfrachter zwischen Neukaledonien und Frankreich
- die Handelsmarine, mit vielen Modellen von Frachtschiffen, die auch in der Nähe der Lagerhalle anlegten, in der sich das Museum befindet
- die Flussschifffahrt (siehe Binnenschiff Pompon Rouge)
- der Schiffbau
- der Walfang
- die Geschichte der U-Boote, mit einer Nachbildung des Inneren der Nautilus von Robert Fulton

Unter den ausgestellten Gegenständen befinden sich Motoren von Binnenschiffen und Fischdampfern, eine Nebelglocke, die sich einst an der Mündung der Risle befand, ein Taucheranzug und die Nachbildung einer Funkerkabine eines Schiffes der 1960er Jahre.
Ein Walskelett (Leihgabe des Museum d'histoire naturelle de Rouen) wird in der Mitte des Museums ausgestellt. Es ist ein sieben Jahre alter Finnwal, der auf Grund einer Strandung starb.
Das 38 Meter lange Binnenschiff Pompon Rouge befindet sich im Hof des Museums. Im Laderaum des Schiffes wurde eine ständige Ausstellung über die Flussschifffahrt eingerichtet.
Darüber hinaus gibt es regelmäßig Sonderausstellungen über verschiedene Themen, wie zum Beispiel die Schwebefähre von Rouen und die Wikinger.

## Abbildungen

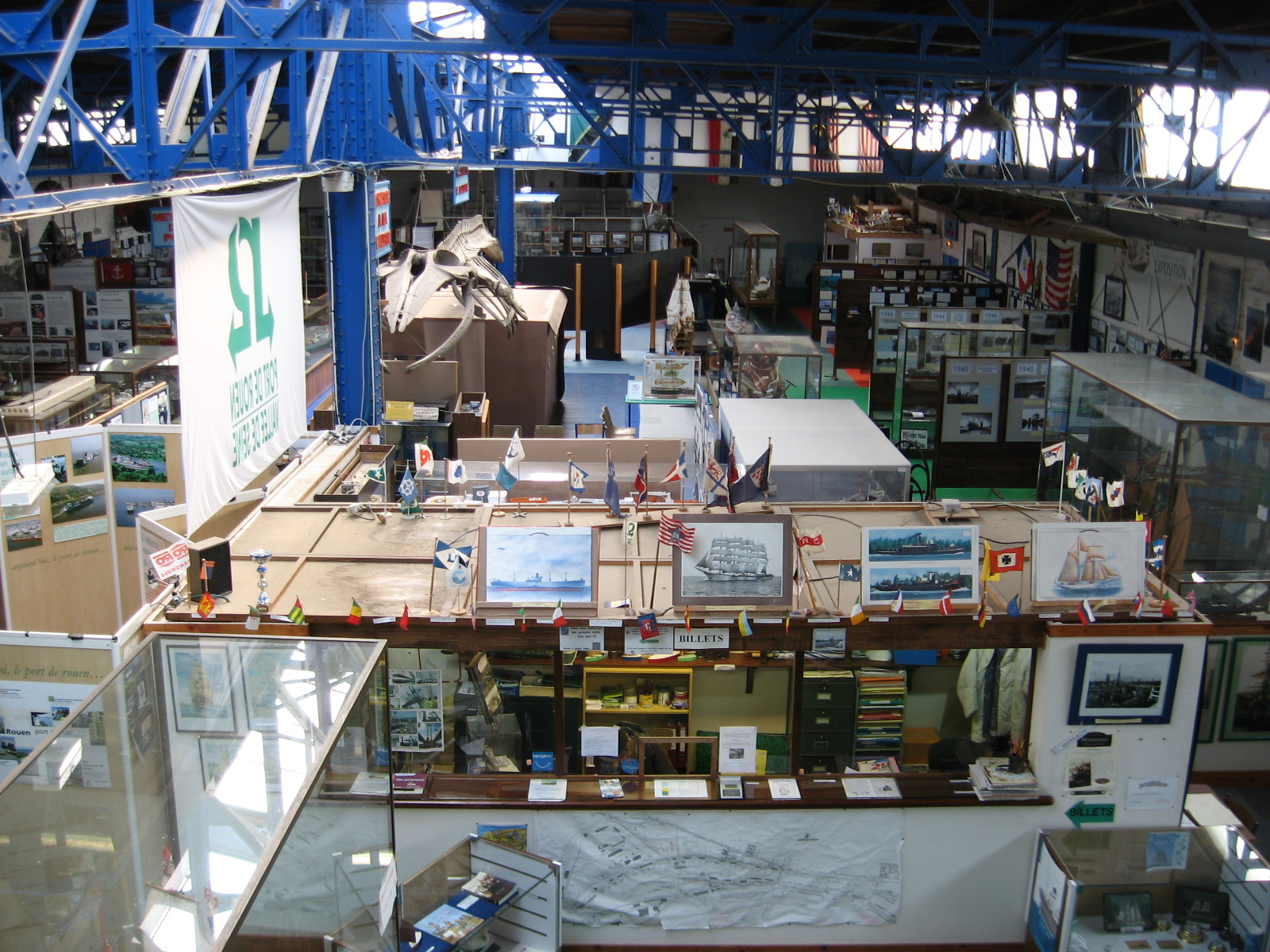
Gesamtansicht des Museums
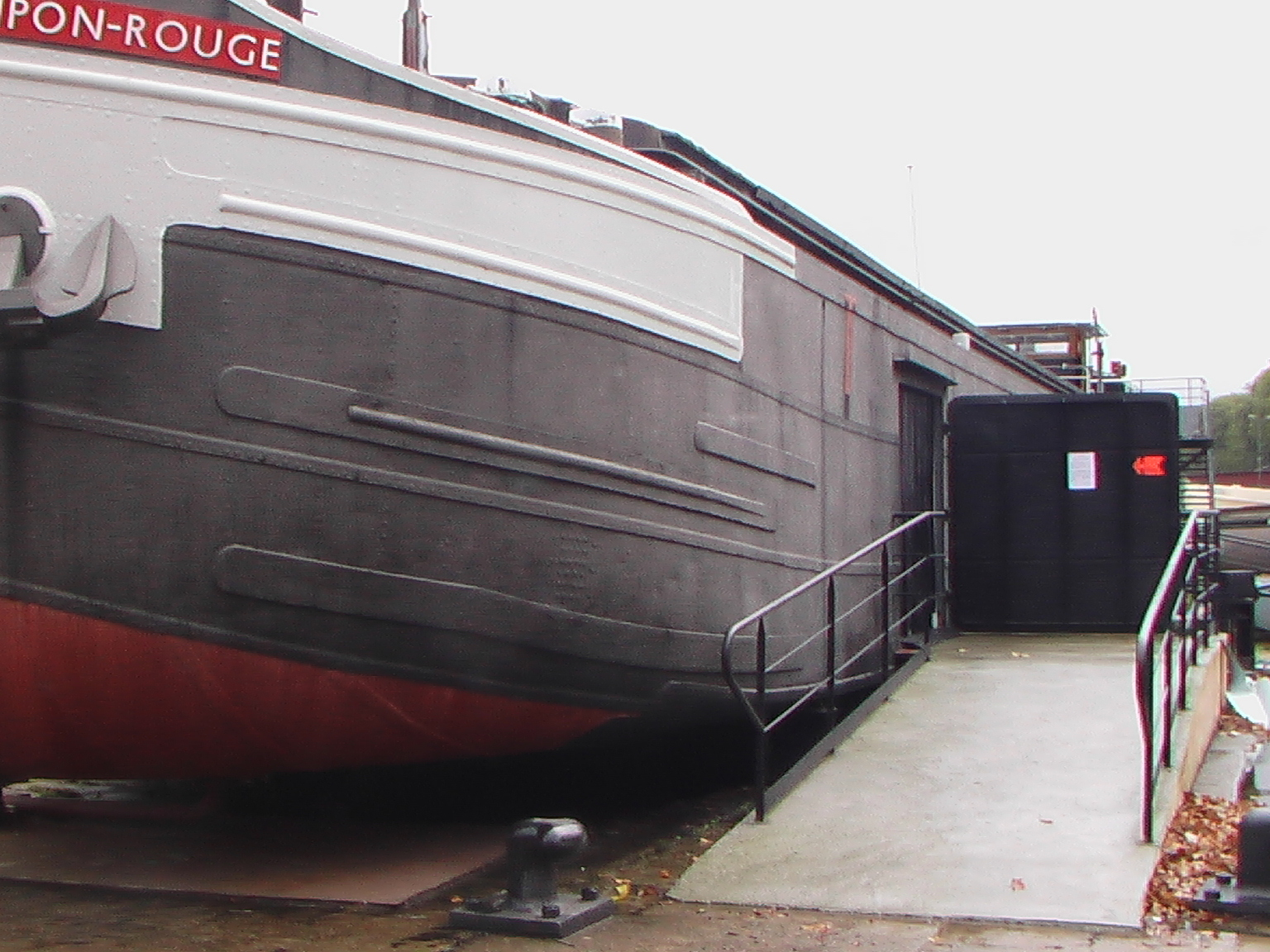
Das Binnenschiff Pompon Rouge
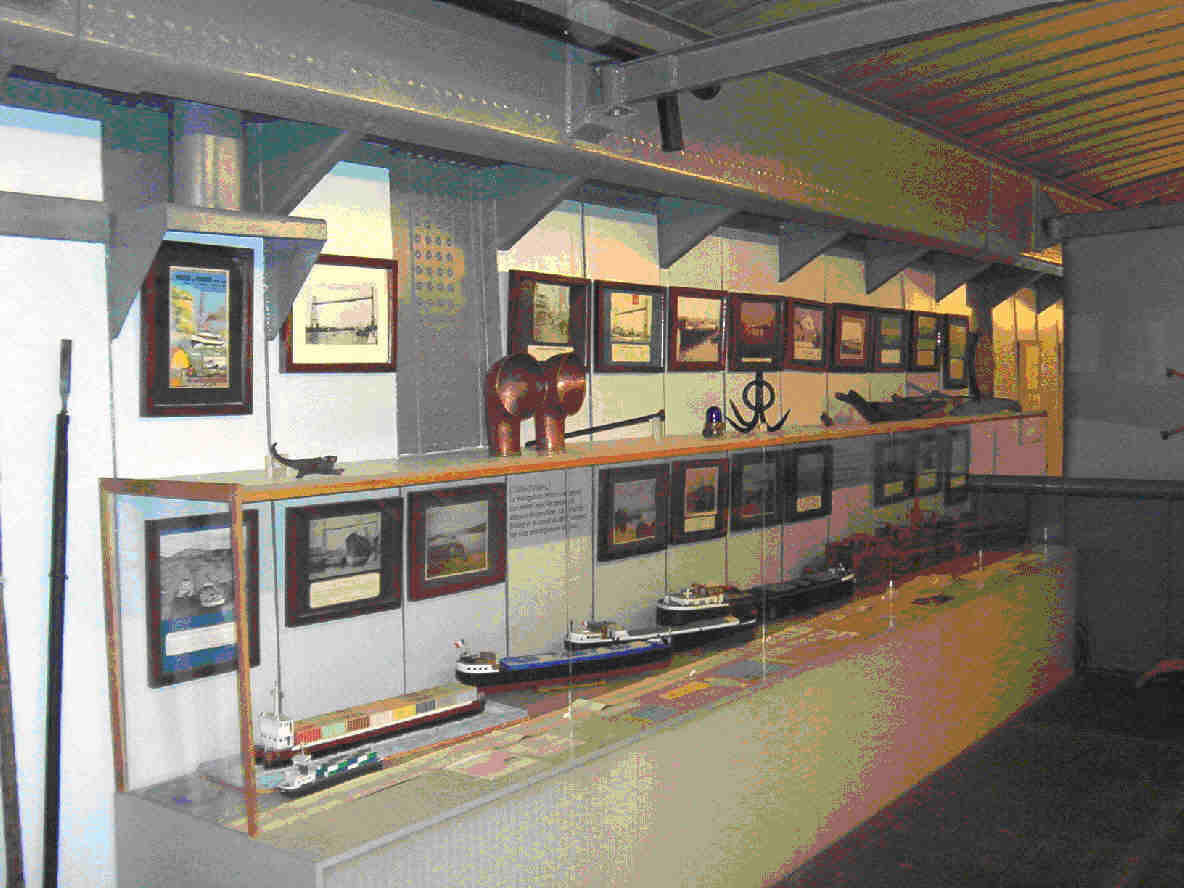
Bilge des Binnenschiffes
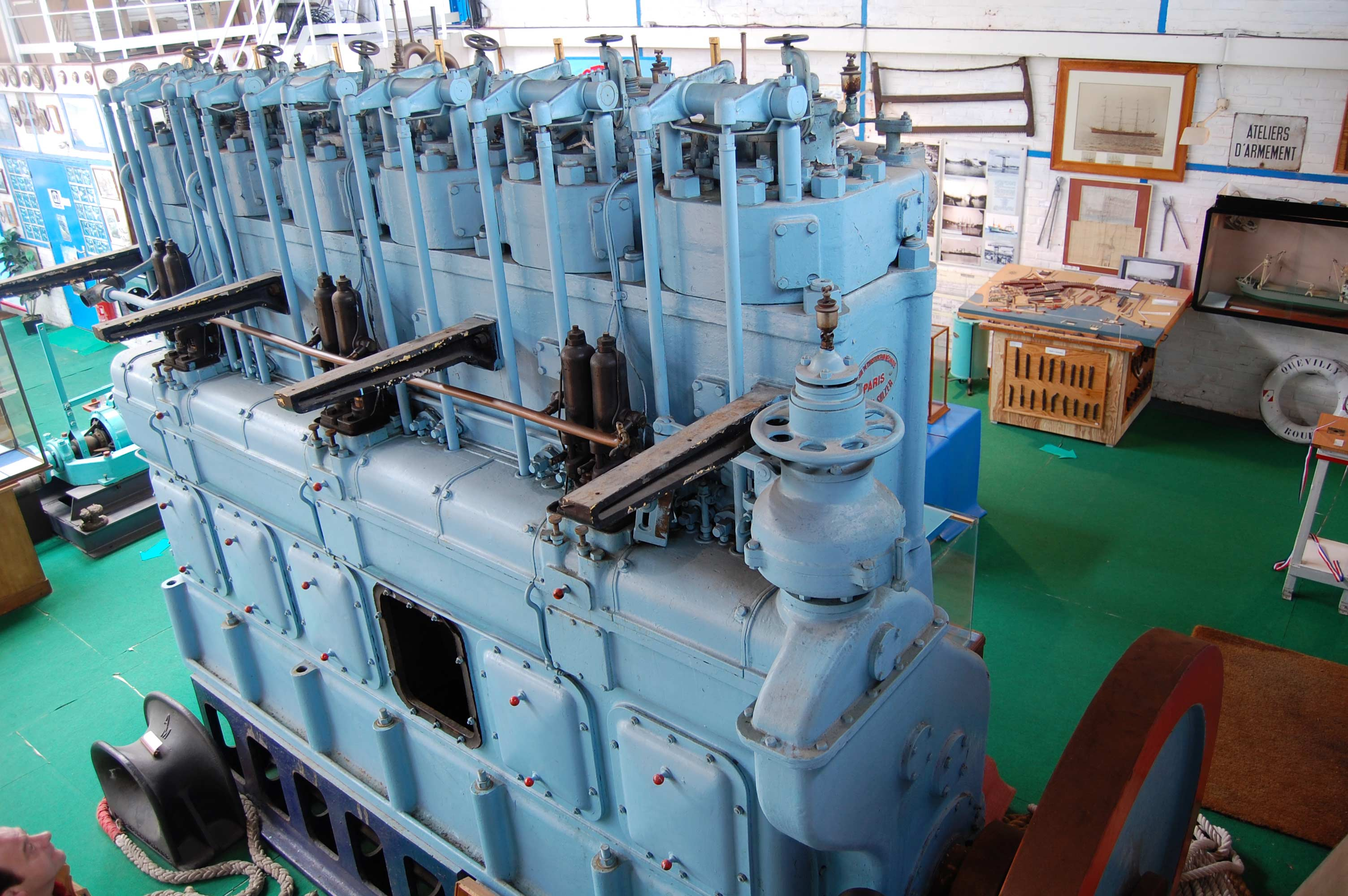
Sulzer Motor mit 400 PS und einer Masse von 28 Tonnen, der für einen Fischdampfer bestimmt war (1937)
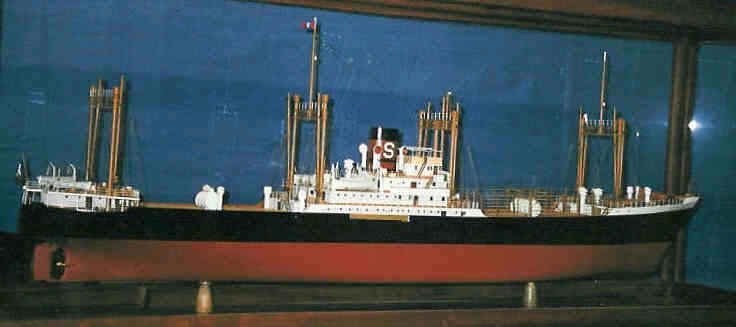
Modell der Marie-Louise Schiaffino
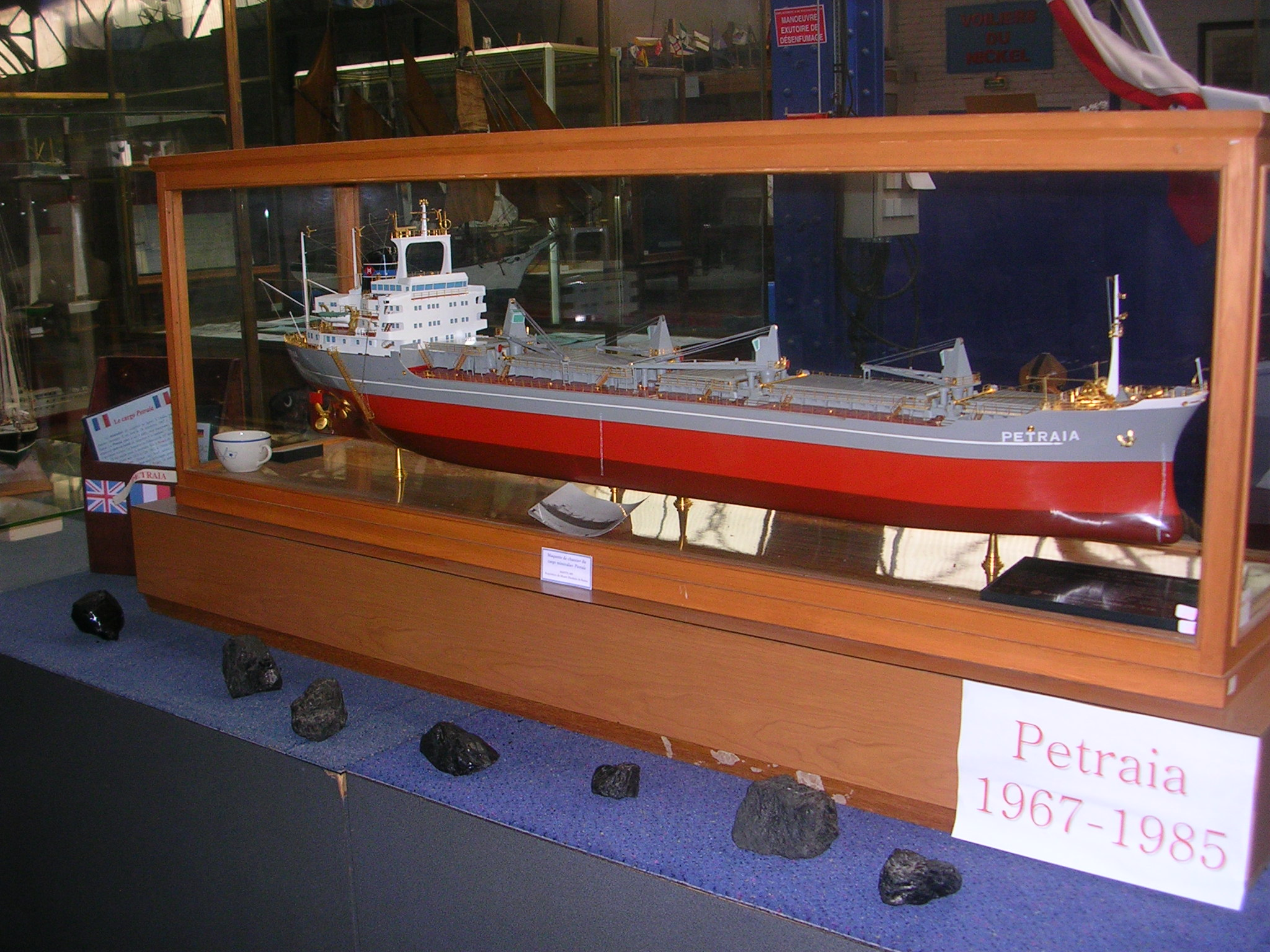
Modell der Petraia
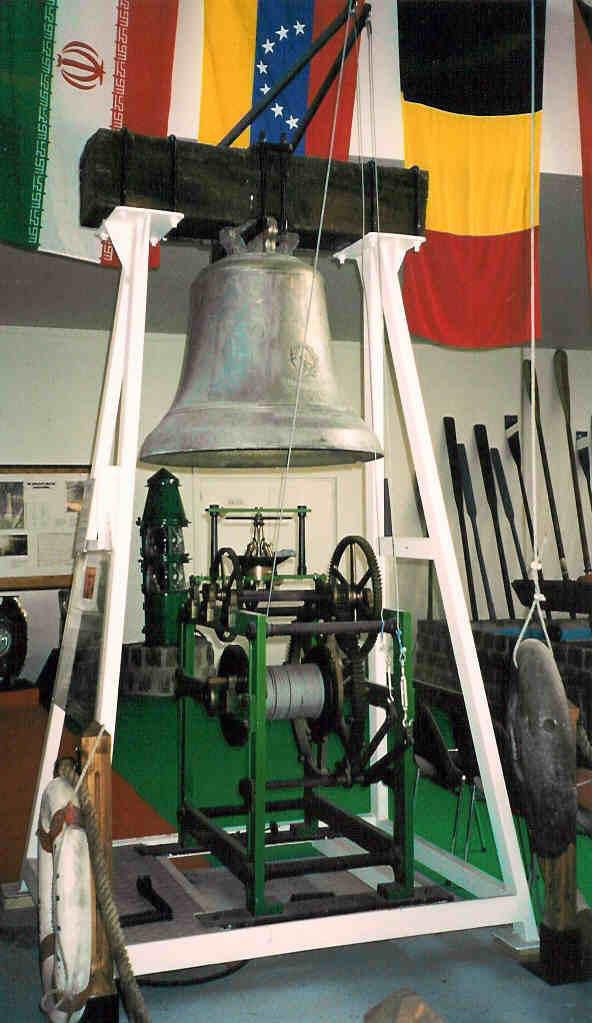
Nebelglocke von der Mündung der Risle
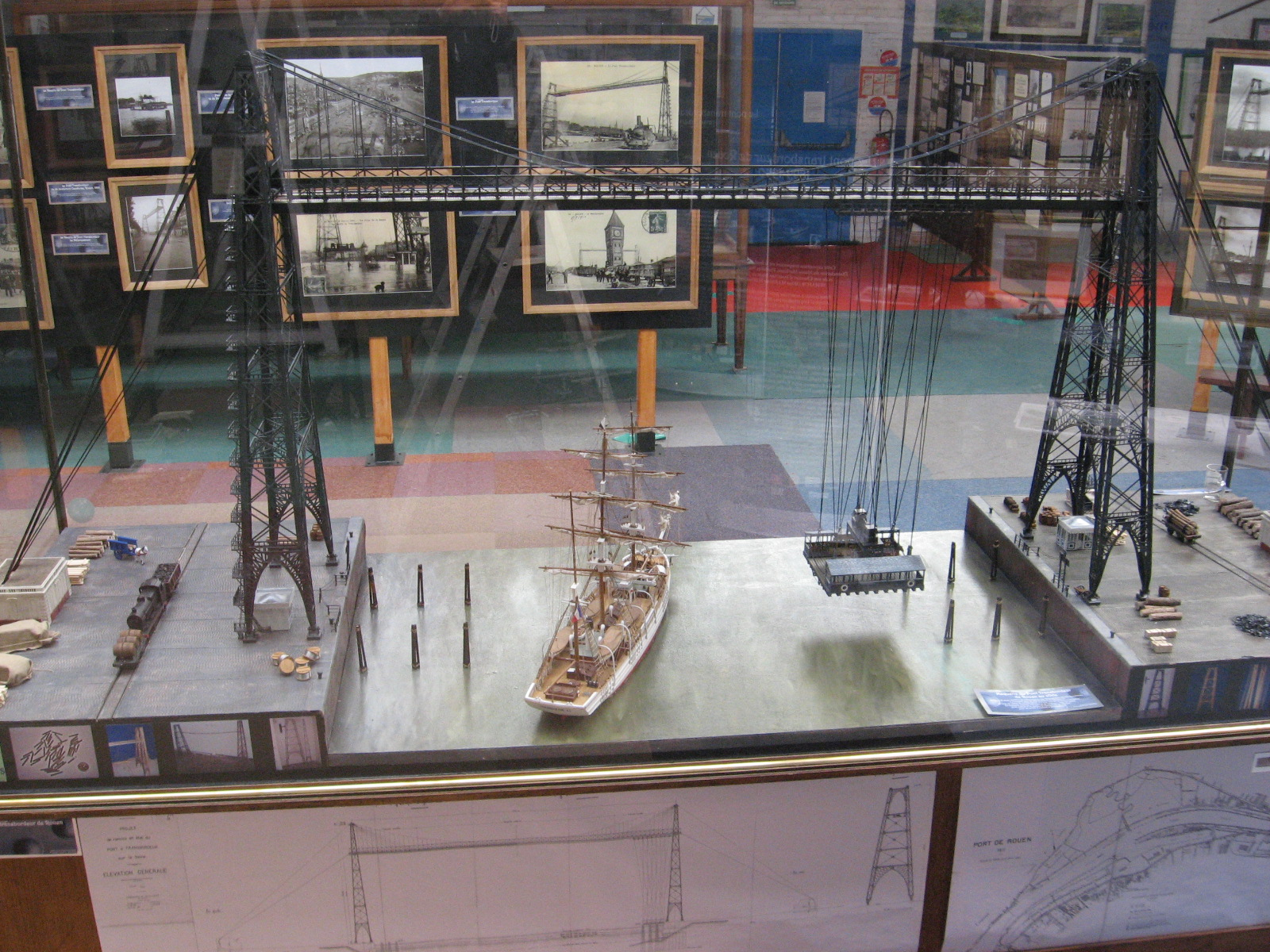
Modell der Schwebefähre von Rouen
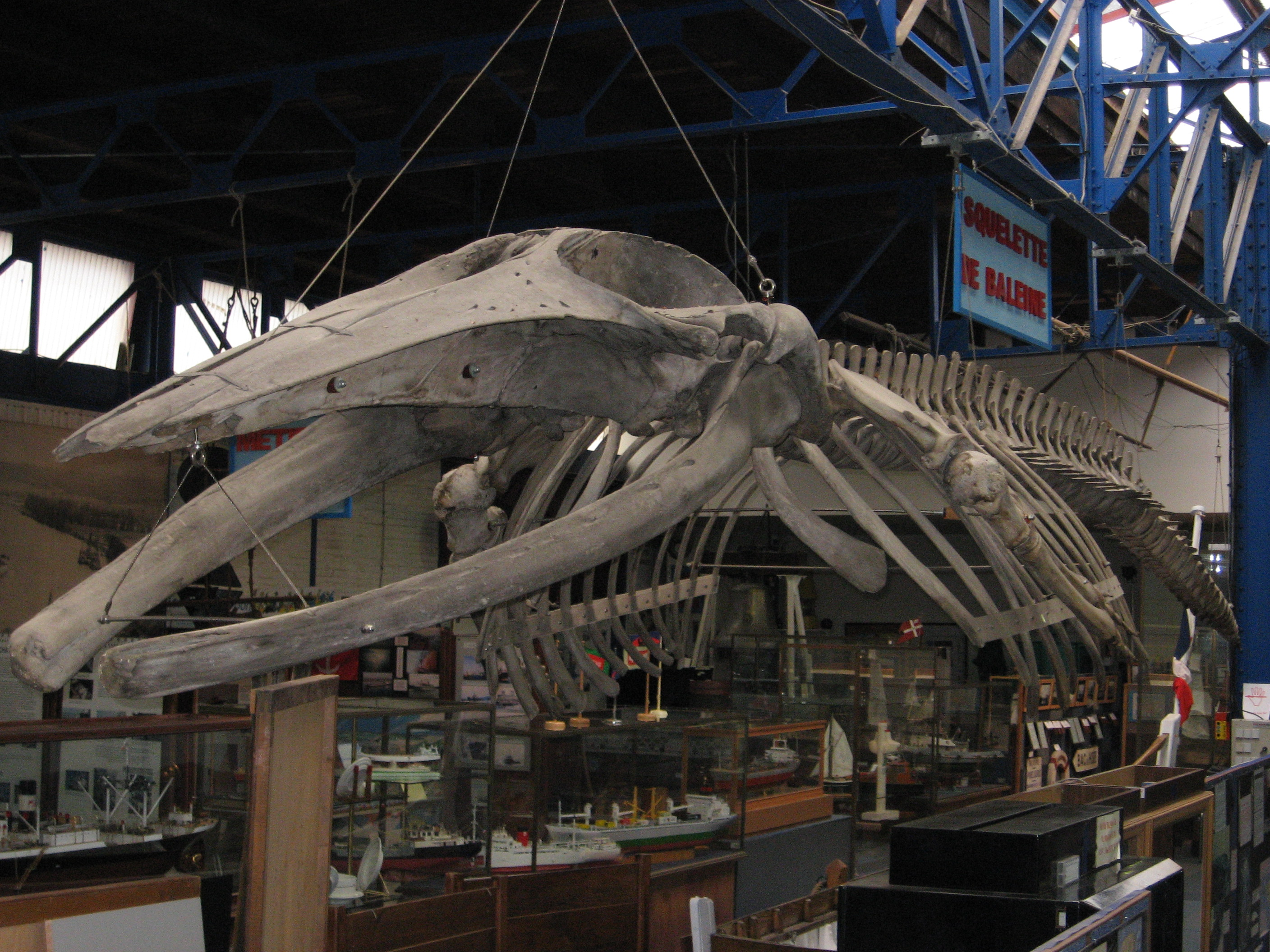
Walskelett
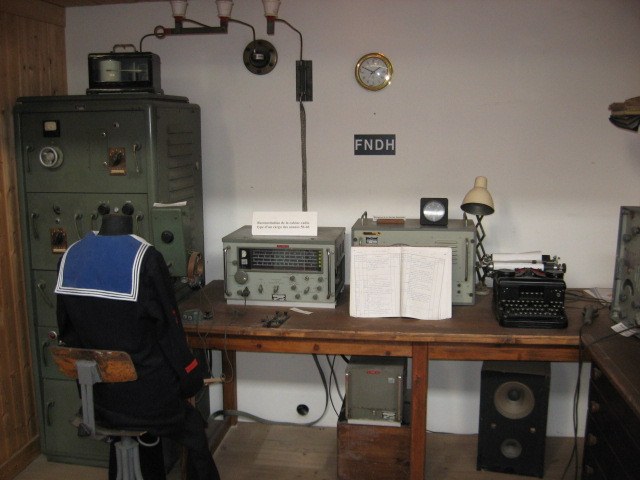
Nachbildung der Funkerkabine eines Schiffes der 1960er Jahre
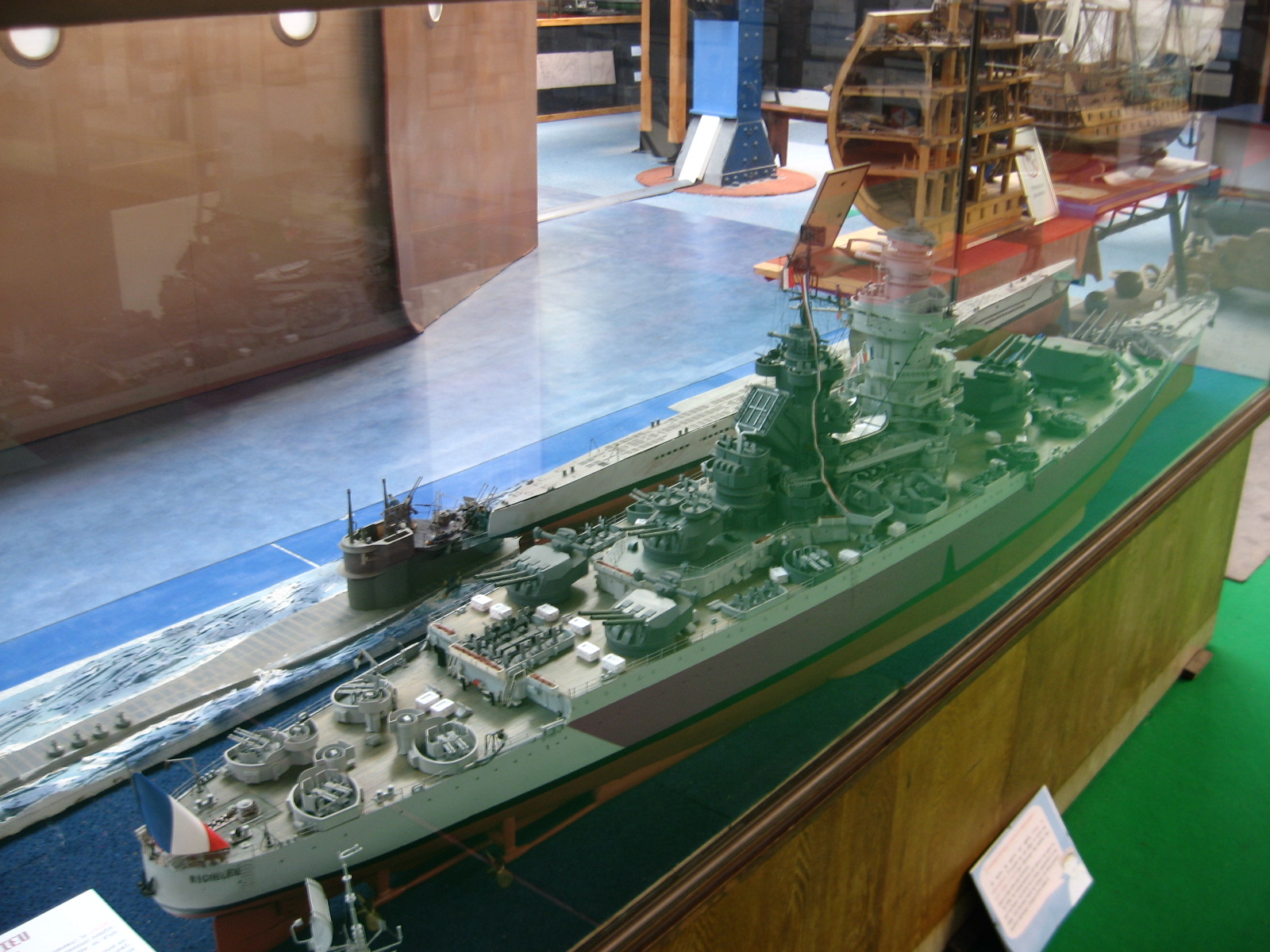
Modell des Schlachtschiffes Richelieu
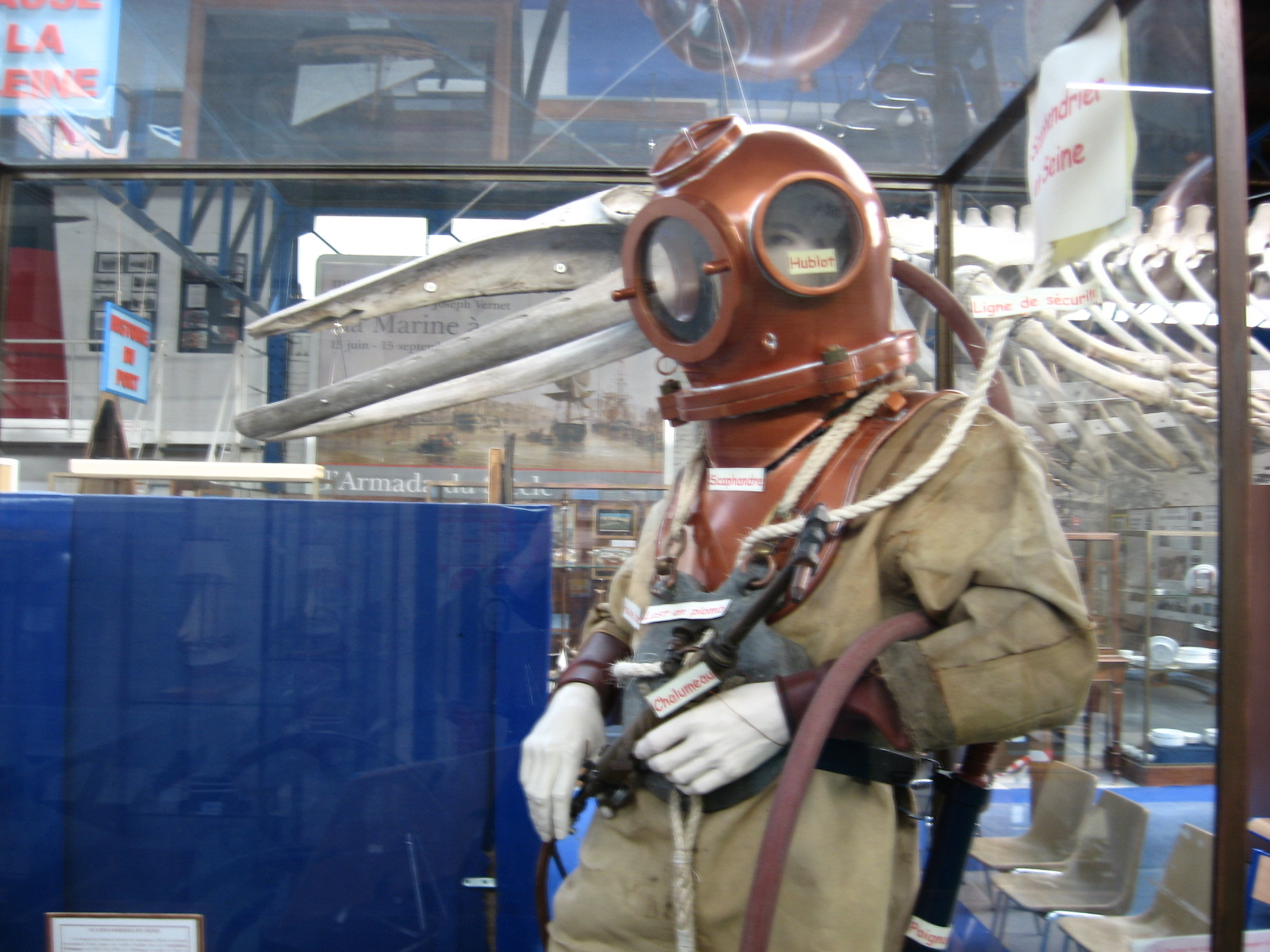
Taucheranzug

## Museumsgebäude

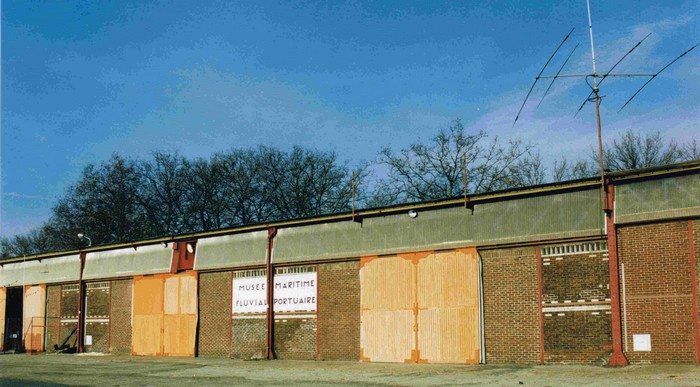
Die alte Lagerhalle, in der sich das Museum befindet

Das Museum ist in einer ehemaligen Lagerhalle des Hafens untergebracht, nahe der Gustav-Flaubert-Brücke. Diese Halle wurde im Jahre 1926 gebaut und bis zur Gründung des Port autonome de Rouen „Hangar M“ genannt. Sie wurde von der Reederei Charles Schiaffino, die eine Schifffahrtslinie nach Nordafrika betrieb, bis in die 1970er Jahre zur Lagerung von Wein und anderen Gütern verwendet. Während der 1970er Jahre haben viele andere Reedereien das Lagerhaus genutzt, bis es 1984 stillgelegt wurde, da seine Kapazität nicht mehr ausreichte.